# Uwarowo (Kaliningrad)
Uwarowo (russisch Уварово, deutsch Ribbenischken, 1938–1945 Ribbenau) ist eine kleinere Siedlung in der russischen Oblast Kaliningrad. Sie gehört zur kommunalen Selbstverwaltungseinheit Stadtkreis Nesterow im Rajon Nesterow.

## Geographische Lage
Uwarowo liegt im Südosten des Rajon Nesterow und im Nordosten der Rominter Heide schon in der Grenzzone an der Kommunalstraße 27K-074, welche Kalinino (Mehlkehmen/Birkenmühle) mit der Regionalstraße 27A-059 kurz vor der russisch-polnischen Grenze bei Żytkiejmy (Szittkehmen/Wehrkirchen) verbindet. Bis 1945 bestand über die Station Kuiken (1938–1945 Albrechtsrode, der Ort ist heute nicht mehr existent) Anschluss an die Bahnstrecke Gumbinnen–Goldap.

## Geschichte
Das frühere Ribbenischken war eine von acht Landgemeinden, die am 24. Juni 1874 den Amtsbezirk Kallweitschen (1938–1946 Kornberg, heute russisch: Priosjornoje) im Landkreis Goldap im Regierungsbezirk Gumbinnen innerhalb der Provinz Ostpreußen bildete. Im Jahre 1910 zählte das Dorf 192 Einwohner, im Jahre 1933 waren es noch 176.
Am 3. Juni 1938 – mit amtlicher Bestätigung vom 16. Juli 1938 – wurde Ribbenischken in „Ribbenau“ umbenannt. Das Dorf hatte ein Jahr später 170 Einwohner. Bis 1945 war Ribbenau in den – inzwischen in Kornberg umbenannten – Amtsbezirk eingemeindet.
Im Oktober 1944 wurde der Ort von der Roten Armee besetzt. Die neue Polnische Provisorische Regierung ging zunächst davon aus, dass er mit dem gesamten Kreis Goldap unter ihre Verwaltung fallen würde. Im Potsdamer Abkommen (Artikel VI) von August 1945 wurde die neue sowjetisch-polnische Grenze aber unabhängig von den alten Kreisgrenzen anvisiert, wodurch der Ort unter sowjetische Verwaltung kam. Die polnische Umbenennung des Ortes in Rybiniszki im Oktober 1948 wurde (vermutlich) nicht mehr wirksam. Im Jahr 1950 erhielt der Ort den russischen Namen Uwarowo und wurde gleichzeitig dem Dorfsowjet Kalininski selski Sowet im Rajon Nesterow zugeordnet. Von 2008 bis 2018 gehörte Uwarowo zur Landgemeinde Tschistoprudnenskoje selskoe posselenije und seither zum Stadtkreis Nesterow.

## Kirche
Ribbenischken resp. Ribbenau gehörte bis 1945 mit seiner überwiegend evangelischen Bevölkerung zu dem 1579 von Pillupönen (1938–1946 Schloßbach, russisch: Newskoje) abgetrennten Kirchspiel Szittkehmen (1936–1938 Schittkehmen, 1938–1946 Wehrkirchen, heute russisch Saslonowo, polnisch: Żytkiejmy) im Kirchenkreis Goldap (heute polnisch: Gołdap) in der Kirchenprovinz Ostpreußen der Kirche der Altpreußischen Union. Der letzte deutsche Geistliche vor 1945 war Pfarrer Ernst Koehler. 
War zu Sowjetzeiten alles kirchliche untersagt, so bildete sich nach 1990 im Kirchdorf Newskoje wieder eine evangelische Gemeinde, die sich der Propstei Kaliningrad der Evangelisch-Lutherischen Kirche Europäisches Russland angliederte. Die zuständigen Geistlichen sind die der Salzburger Kirche in Gussew (Gumbinnen).